# Дубовская I
 Дубовская I  — деревня в Санчурском муниципальном округе Кировской области.

## География
Расположена на расстоянии примерно 18 км по прямой на восток-северо-восток от райцентра поселка Санчурск.

## История
Известна с 1873 года как починок Дубовской, где было дворов 17 и жителей 125, в 1905 (Дубровский 1-й) 29 и 189, в 1926 (Дубовский 1-й или Кочи) 45 и 217, в 1950 (1-я Дубовская) 47 и 173, в 1989 16 жителей. Настоящее название утвердилось с 1998 года. С 2006 по 2019 год входила в состав Матвинурского сельского поселения.

## Население
Постоянное население составляло 6 человек (русские 100%) в 2002 году, 3 в 2010.